# Archer Materials
Archer Materials (ASX: AX) là một công ty công nghệ vật liệu của Úc có trụ sở chính tại Wayville, Nam Úc. Công ty phát triển các vật liệu tiên tiến trong tính toán lượng tử, công nghệ sinh học và pin lithium-ion; và thăm dò khoáng sản ở Úc.

## Lịch sử
Archer Materials được thành lập vào năm 2007 với tên gọi Archer Exploration Limited với các văn phòng tại Sydney và Adelaide. Vào tháng 8 năm 2007, công ty được niêm yết trên ASX. Archer sở hữu nhiều nguyên lý thăm dò khác nhau, bao gồm cả mỏ than chì tại Campoona, Nam Úc. Vào tháng 10 năm 2017, Archer Materials đã mua lại Carbon Allotropes, một công ty trực tuyến graphene và graphite. Vào tháng 4 năm 2019, doanh nghiệp thông báo bắt đầu Dự án 12CQ, với mục đích xây dựng một chip điện toán lượng tử đầu tiên trên thế giới có thể hoạt động ở nhiệt độ phòng, sử dụng các hạt nano carbon làm vật liệu qubit. Công ty này đã nhận được bằng sáng chế chế cho chip 12CQ tại Nhật Bản. Vào tháng 5 năm 2020, Archer trở thành công ty Úc đầu tiên tham gia Mạng Q của IBM và ký thỏa thuận điện toán lượng tử với IBM.
Archer sau đó bắt đầu hợp tác thử nghiệm mạng nơ-ron lượng tử với công ty trí tuệ nhân tạo Max Kelsen vào tháng 1 năm 2021.